# A応Pのあにむす!!
『あにむす!』は、2013年10月11日から2019年3月29日までテレビ東京ほかで放送していたアニメ系情報番組である。2016年4月8日の放送より『A応Pのあにむす!!』（エイおうピーのあにむす）とA応Pの冠番組と改題してリニューアル。

## 概要
- レギュラー化以前に、2013年1月4日、4月2日、7月2日に特番を放送[1]。
- 主な内容は、AT-Xで放送している（あるいは放送予定の）アニメ作品の紹介。
- AT-X制作であるが、当のAT-Xでの放送はしていない。その代わりに、2015年8月より同じアニメ専門チャンネルであるキッズステーションで放送を開始した。
- 中国でもネット配信が実施されていた[1]。
- 枠内でアニメを放送する時期もある。（下記参照）
- 放送当初の提供はA応P（アニメ勝手に応援プロジェクト）だったが、????年?？月からAT-Xに変更になった。
- テレビ東京系列の放送局全て（テレビ東京、テレビ北海道、テレビ愛知、テレビ大阪、テレビせとうち、TVQ九州放送）で放送していたが、2017年12月26日でTVQ九州放送での放送が終了した。

## 出演者
- A応P
  - 巴奎依（#1 - ＃274）
  - 広瀬ゆうき（#1 - ＃274）
  - 旭優奈（#224 - ＃274）※オーディション：#174 - #180、新メンバー発表：#183、A応P ZERO：#184日 - #218
  - 工藤ひなき（#224 - ＃274）※オーディション：#174 - #180、新メンバー発表：#183、A応P ZERO：#184日 - #218
  - 星希成奏（#224 - ＃274）※オーディション：#174 - #180、新メンバー発表：#183、A応P ZERO：#184日 - #218
  - 小嶋凛（#224月 - ＃274）※オーディション：#174 - #180、新メンバー発表：#183、A応P ZERO：#184日 - #218
  - 堤雪菜（#224 - ＃274）※オーディション：#174 - #180、新メンバー発表：#183、A応P ZERO：#184日 - #218
  - 春咲暖（#224 - ＃274）※オーディション：#174 - #180、新メンバー発表：#183、A応P ZERO：#184日 - #218

### 過去の出演者
- A応P
  - 小森未彩（#1 - #89）
  - 清水川沙季（#1 - #89）
  - 荻野沙織（#1 - #157）
  - 桜奈里彩（#1 - #157）
  - 天音まりな（#90 - #113）
  - 水希蒼（#90 - ＃232（#270））※体調不良のため暫くの間休養[3]、 #233 - #270はOP映像だけに出演していた。
  - 福緒唯（#90 - ＃236）※卒業後#237- ＃274はナレーターで出演していた。
- A応P ZERO
  - 河上英里子　※オーディション：#174 - #180、新メンバー発表：#183、A応P ZERO：#184日 - #209
- 鷲崎健（#49[4] - #97）
- 堤刀菜（堤雪菜）（#242）
- 工藤ひなわ（工藤ひなき）（#254）

## ゲスト
- 船本恵太（サンドアート） - #133、#134、#135、#137（社会科見学）
- 大石貴之 - #144、#145（ゆるスポーツ）、#270（バスケ部）
- 森一生（グラスフィッター） - #150、#151、#152（メガネを選んでもらおう!）
- MiChi（歌手） -
- けいたん（DJ）　#156、#157（アニソンDJ）
- 橘田いずみ　（声優） - #172、#173、#174（その道のプロに学ぼう！）
- 久保田卓也（フランソワ）（ファッションスタイリスト）＜#171、#172、#173、#176（新衣装を作ろう）、#240、#241、#243、#244（新衣装を作ろう） ＞
- 徳井青空（声優） - #194、#195、#196（その道のプロに学ぼう！）
- 川村康文（東京理科大学理学部第一物理学科教授）＜あに☆らぼ助手＞
- 神山太（Lucy Pop代表） - #240、#241、#243、#244（新衣装を作ろう）
- 小野有紀（Lucy Pop） - #240、#241、#243、#244（新衣装を作ろう）
- mer-kazu（イラストレーター） - #247（新衣装を作ろう）
- 市矢千春（ドレスメーカー学院院長） - #250（新衣装を作ろう）
- 望月麻衣（小説家） - #252（京都を巡ろう）
- 笠（占いカウンセラー） - #255（3rd TOUR直前SP）、#260（あにむすゼミナール）、#264（2019年A応援応P運勢ランキング！）
- 真戸原直人（アンダーグラフ） - #261（あにむすゼミナール）
- 北条早雲武者隊 - #266（あにむすゼミナール）
- 山田玲司（漫画家） - #267（フォロ旅）
- CLU＋CH（町田美優、宍戸智恵、石原千尋)（声優アイドルユニット） - #270（バスケ部）
- 平塚千瑛 - #272（あにむすゼミナール)

## スタッフ
- 企画：中村直樹・濱田啓路（途中から）（AT-X）
- ナレーター：福緒唯（#237- ＃274）※A応Pのメンバー時は番組そのものに出演していた。
- 構成：山本玄太、坂田至、櫻井智宏、吉川秦生、仲川俊平
- カメラ：石津真美
- タイトルロゴ：GENl A LOlDE
- オープニングアニメ：PPP
- 衣装協力：Lucy Pop
- 編集：中尾達也
- MA：吉永龍哉
- 音効：古田能之
- AD：眞鍋秀平、三好将太
- 制作：森川泉（一時離脱→復帰）
- 番組担当：圡方真（テレビ東京）
- ディレクター：野上満太郎、金子小二郎（#224 - ）、吉田慶介、坂本浩章、山浦太郎
- 演出：関根崇
- プロデューサー：前田孝人（AT-X）、堀哲朗、黒崎健一、有馬聡（#224 - ）
- 制作協力：D-CAM、CUP（#224 - ）、A%
- 製作著作：AT-X

### 過去のスタッフ
- ナレーター：山田ヒロ（#1 - #61）、内田雄馬（#62 - #210）、永塚拓馬（#211 - #236）
- 構成：藤原ちぼり、近藤雄亮、岸野哲也、坂田至（#? - #223）、吉川泰生（#? - #223）、櫻井智宏（#? - #223）、ハットリ（#? - #223）
- タイトルロゴ：加藤篤史
- 撮影技術：Mabu、SWISH JAPAN
- イラストレーター：飯塚晴子、柊ゆたか
- 美術：川崎光紘、田中秀和
- ヘアメイク：ViViD
- EED：よしだ裕二
- MA：林壮樹、寺田朋美
- 音効：竹中幸治
- 撮影協力：STUDIO 388
- 技術協力：ytv Nextry、東洋レコーディング
- AD：有吉雅樹、飯田舞子、川口真実、岩本結衣、久留米沙恵、市川凌太、坂東那美、津久井啓貴、井川史季
- 制作：小林憲治
- AP：二階堂恵
- ディレクター：中野伸昭、岡野創、岡山一尋、関谷優作、宗田巧、小倉弘正、岡順一郎（#? - #223）、布施好則（#? - #223）、坂本浩章（#? - #223）
- 演出：水落誠一、斎藤俊介、野間ノブアキ（野間→#224 - ）
- プロデューサー：大城博章・藤田敏（藤田→#171 - ）・南寛将（AT-X）、山口和喜（SCRATCH）
- 制作協力：SCRATCH、ロントラ（#? - #223）

## 主題歌

### オープニングテーマ
1. 「Never say Never」（#1 - #23）  作詞 - zoop / 作曲 - 木村秀彬 / 編曲 - 前口渉 / 歌 - A応P
2. 「SMILE ON YOU」（#24 - #48）  作詞・作曲 - 深川琴美 / 編曲 - 本田光史郎 / 歌 - D応P
3. 「青春セッションPARADISE」（#49 - #110）  作詞 - 六ツ見純代 / 作曲 - 佐々倉有吾 / 歌 - A応P
4. 「二次元ポケット」（#111 - #123）  作詞・作曲・編曲 - 杉本善徳 / 歌 - A応P
5. 「初恋Hello注意報」（#124 - #169）  作詞・作曲・編曲 - 三浦誠司 / 歌 - A応P
6. 「イキテルアカシ」（#170 - #223）   作詞 - KAi・森心言 / 作曲・編曲 - KAi / 歌 - A応P
7. 「問答無用でGo!」（#224 - ＃270）　作詞・作曲 - Haggy Rock / 編曲 - 佐々木裕 / 歌 - A応P
8. 「さよならリファレンス」（#271 - ＃274）　作詞・作曲 - ペンギンス・瀧口系太・sorano・Ryo Ito

### エンディングテーマ
1. 「Never say Never」（#1 - #7）  作詞・作曲 - zoop / 編曲 - 渡辺翔 / 歌 - A応P
2. 「未来へつなげ」（#8 - #23）  作詞・作曲 - 矢吹香那 / 歌 - D応P
3. 「COSMIC MAGIC STARS」（#24 - #68）  作詞・作曲 - 渡辺翔 / 編曲 - 前口渉 / 歌 - A応P
4. 「Stay Gold」（#69 - #89）  作詞- zoop / 編曲 - 渡辺翔 / 編曲 - 黒須克彦 / 歌 - A応P
5. 「アリノママMY WAY」（#107）  作詞 - zoop / 作曲 - 木村秀彬 / 編曲 - 前口渉 / 歌 - A応P
6. 「愛と勇気とフィロソフィー」（#141月 - #169）  作詞・作曲 - 細井涼介 / 編曲 - 増田武史 / 歌 - A応P
7. 「Ding Dong Bell」（#170 - #189）  作詞・作曲・編曲 - 肥塚良彦 / 歌 - A応P
8. 「カミサマと金魚」（#190 - #210）  作詞 - 山本メーコ / 作曲 - 鈴木一史(CWF)・櫻井亮(CWF) / 編曲 - 佐々木裕 / 歌 - A応P
9. 「君氏危うくも近うよれ」（#211 - #217日）  作詞 - あさき / 作曲 - まふまふ / 編曲 - 三矢禅晃・まふまふ / 歌 - A応P
10. 「まぼろしウインク」（#218 - #236日）  作詞 - 鈴木おさむ / 作曲 - トキメーカーズ・村井大 / 編曲 - キタニタツヤ / 歌 - A応Ｐ
11. 「愛がなくちゃ戦えない」（#237 - #255）　作詞 - MIZUE / 作曲 - すみだしんや / 編曲 - 前口渉 / 歌 - A応P
12. 「ファイティングラッシュアワー」（#256 - #273）　作詞 - ミズノゲンキ / 作曲・編曲 - 睦月周平 / 歌 - A応P
13. 「クロニクルは止まらない」（#274）　作詞 - 真崎エリカ / 作曲 - mikito / 編曲 - emon(Tes.) / 歌 - A応P

## 放送局

### テレビ
| 放送地域                                   | 放送局         | 放送期間 | 放送日時 | 放送系列       | 備考                                           |
| ------------------------------------------ | -------------- | --- | --- | -------------- | ---------------------------------------------- |
| 関東広域圏                                 | テレビ東京     | 2013年10月11日 - 2014年4月4日 2014年4月11日 - 2015年12月25日 2016年1月8日 - 7月1日 2016年7月8日 - 2019年3月29日 | 金曜 2:20 - 2:50（木曜深夜） 金曜 2:05 - 2:35（木曜深夜） 金曜 2:35 - 3:05（木曜深夜） 金曜 3:05 - 3:35（木曜深夜） | テレビ東京系列 |                                                |
| 北海道                                     | テレビ北海道   | 2013年11月5日 - 2016年12月28日 2017年1月11日 - 3月29日 2017年4月7日 - 9月29日 2017年10月4日 - 12月20日 2018年1月7日 - 4月8日 2018年4月11日 - 6月26日 2018年7月8日 - 2019年4月13日                                    | 水曜 1:00 - 1:30（火曜深夜） 水曜 1:35 - 2:05（火曜深夜） 金曜 2:05 - 2:35（木曜深夜） 水曜 1:35 - 2:05（火曜深夜） 日曜 3:20 - 3:50（土曜深夜） 水曜 2:05 - 2:35（火曜深夜） 日曜 2:50 - 3:20（土曜深夜）                                                           | テレビ東京系列 |                                                |
| 岡山県・香川県                             | テレビせとうち | 2014年4月12日 - 2019年4月17日 | 水曜 1:05 - 1:35（火曜深夜） | テレビ東京系列 |                                                |
| 大阪府                                     | テレビ大阪     | 2015年10月17日 - 2017年4月1日 2017年4月8日 - 9月29日 2017年10月7日 - 2018年1月6日 2018年1月13日 - 2019年3月16日 2019年3月23日 - 3月30日                                                                              | 土曜 3:10 - 3:40（金曜深夜） 土曜 2:45 - 3:15（金曜深夜） 土曜 3:15 - 3:45（金曜深夜） 土曜 2:45 - 3:15（金曜深夜） 土曜 2:45 - 3:45（金曜深夜） | テレビ東京系列 | テレビ東京2015年10月1日放送分（#98）から開始。 |
| 愛知県                                     | テレビ愛知     | 2016年4月20日 - 6月29日 2016年7月11日 - 12月19日 2017年1月7日 - 4月1日 2017年4月3日 - 6月19日 2017年7月2日 - 10月1日 2017年10月5日 - 12月21日 2018年1月11日 - 12月20日 2019年1月9日 - 2月26日 2019年4月4日 - 7月10日 | 水曜 3:05 - 3:35（火曜深夜） 月曜 2:35 - 3:05（日曜深夜） 土曜 3:05 - 3:35（金曜深夜） 月曜 2:35 - 3:05（日曜深夜） 日曜 2:20 - 2:50（土曜深夜） 木曜 2:35 - 3:05（水曜深夜） 木曜 3:05 - 3:35（水曜深夜） 水曜 2:35 - 3:05（火曜深夜） 木曜 3:05 - 3:35（水曜深夜） | テレビ東京系列 | テレビ東京2016年4月8日放送分（#124）から開始。 |
| テレビ東京系で放送されていたが制作局はAT-X |                | | |                |                                                |

#### 過去の放送局
| 放送地域 | 放送局             | 放送期間 | 放送日時 | 放送系列         | 備考 |
| -------- | ------------------ | --- | --- | ---------------- | --- |
| 福岡県   | TVQ九州放送        | 2015年4月6日 - 6月30日 2015年7月7日 - 2016年3月29日 2016年4月5日 - 2016年12月20日 2017年1月11日 - 3月29日 2017年4月4日 - 12月26日 | 火曜 2:00 - 2:30（月曜深夜） 火曜 2:30 - 3:00（月曜深夜） 火曜 2:00 - 2:30（月曜深夜） 水曜 3:05 - 3:35（火曜深夜） 火曜 2:00 - 2:30（月曜深夜） | テレビ東京系列   | テレビ東京2015年3月26日放送分（#72）から開始。 2017年12月で放送を終了し、テレ東系では唯一あにむすを放送しない局になる。 |
| 日本全域 | キッズステーション | 2015年8月21日 - 2016年3月25日 2016年4月3日 - 2017年3月26日 2017年4月6日 - 12月28日 2018年1月7日 - 3月25日                         | 金曜 23:30 - 土曜 0:00 日曜 23:00 - 23:30 木曜 23:30 - 金曜 0:00 月曜 1:00 - 1:30（日曜深夜）                                                    | アニメ専門CS放送 | テレビ東京2015年8月14日放送分（#91）から開始。 『エリア23』枠                                                           |
| 中国     | 快 FUN.com         | 2013年10月 - ????年??月 | ？曜 ??:?? - ??:?? | ？               | |

### インターネット放送
| 放送地域                                   | 放送局                 | 配信期間                                      | 配信日時 | 放送系列 | 備考                       |
| ------------------------------------------ | ---------------------- | --------------------------------------------- | -------- | -------- | -------------------------- |
| 本全域                                     | スカパー！オンデマンド | 2019年11月19日 2019年12月 2020年1月 2020年2月 |          |          | #224 - #236（13話） #237 - |
| ※2224は無料視聴可能 ※各セット550円（税込） |                        |                                               |          |          |                            |

## アニメ
| アニメ名             | 期間                   | 備考                                                    |
| -------------------- | ---------------------- | ------------------------------------------------------- |
| 監督不行届           | 2014年4月 - 7月        |                                                         |
| ハッピージョージ     | 2015年4月 - 2016年4月  | キッズステーションは#20から放送 テレビ大阪は#27から放送 |
| きょーふ!ゾンビ猫    | 2015年10月 - 2016年9月 | テレビ愛知は#27から放送                                 |
| フライングベイビーズ | 2017年1月 - 2019年3月  |                                                         |